# Лютьєнбург
Лютьєнбург (нім. Lütjenburg) — місто в Німеччині, розташоване в землі Шлезвіг-Гольштейн. Входить до складу району Плен. Центр об'єднання громад Лютьєнбург.
Площа — 6,15 км2. Населення становить 5305 ос. (станом на 31 грудня 2020).

## Галерея

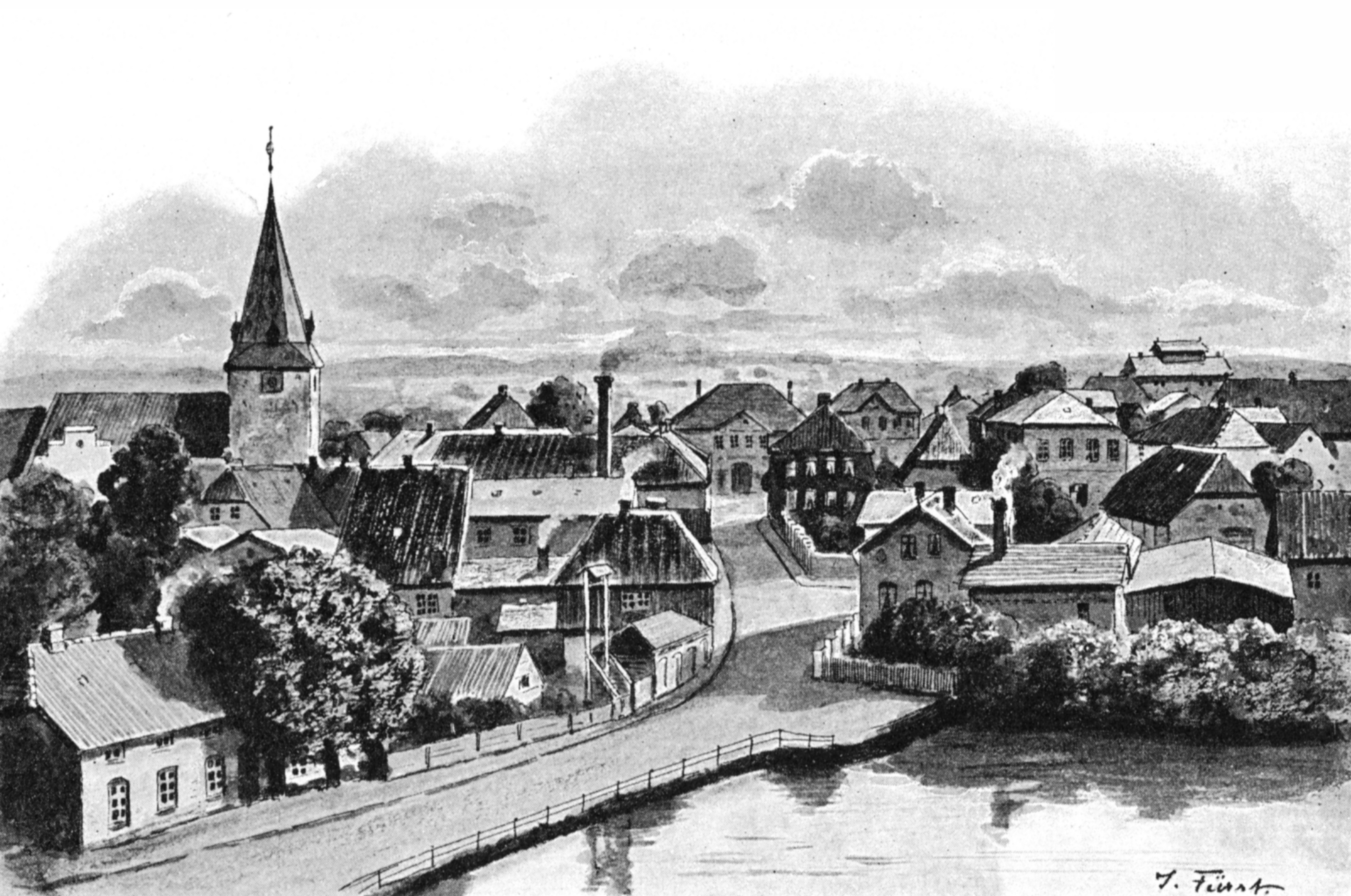
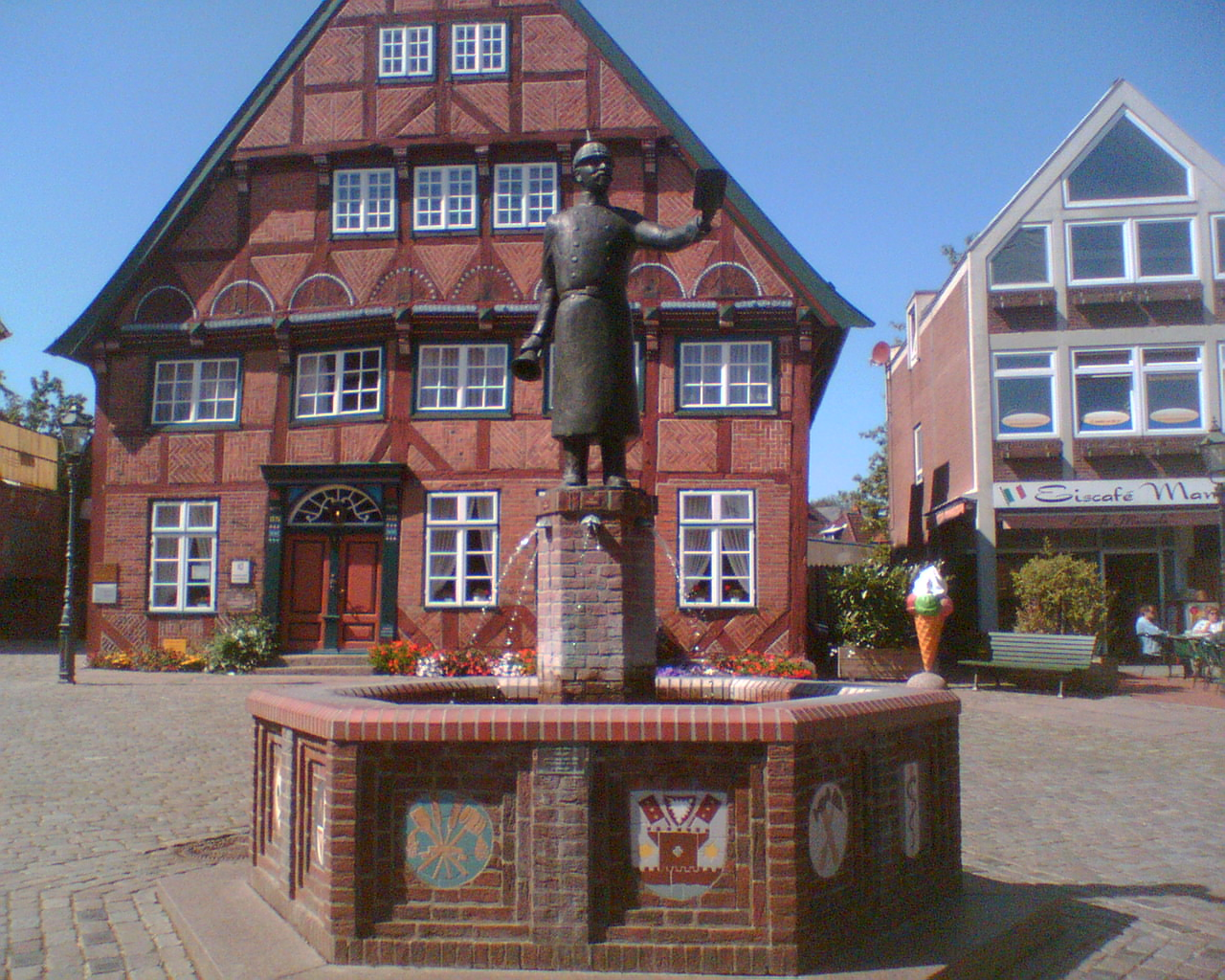
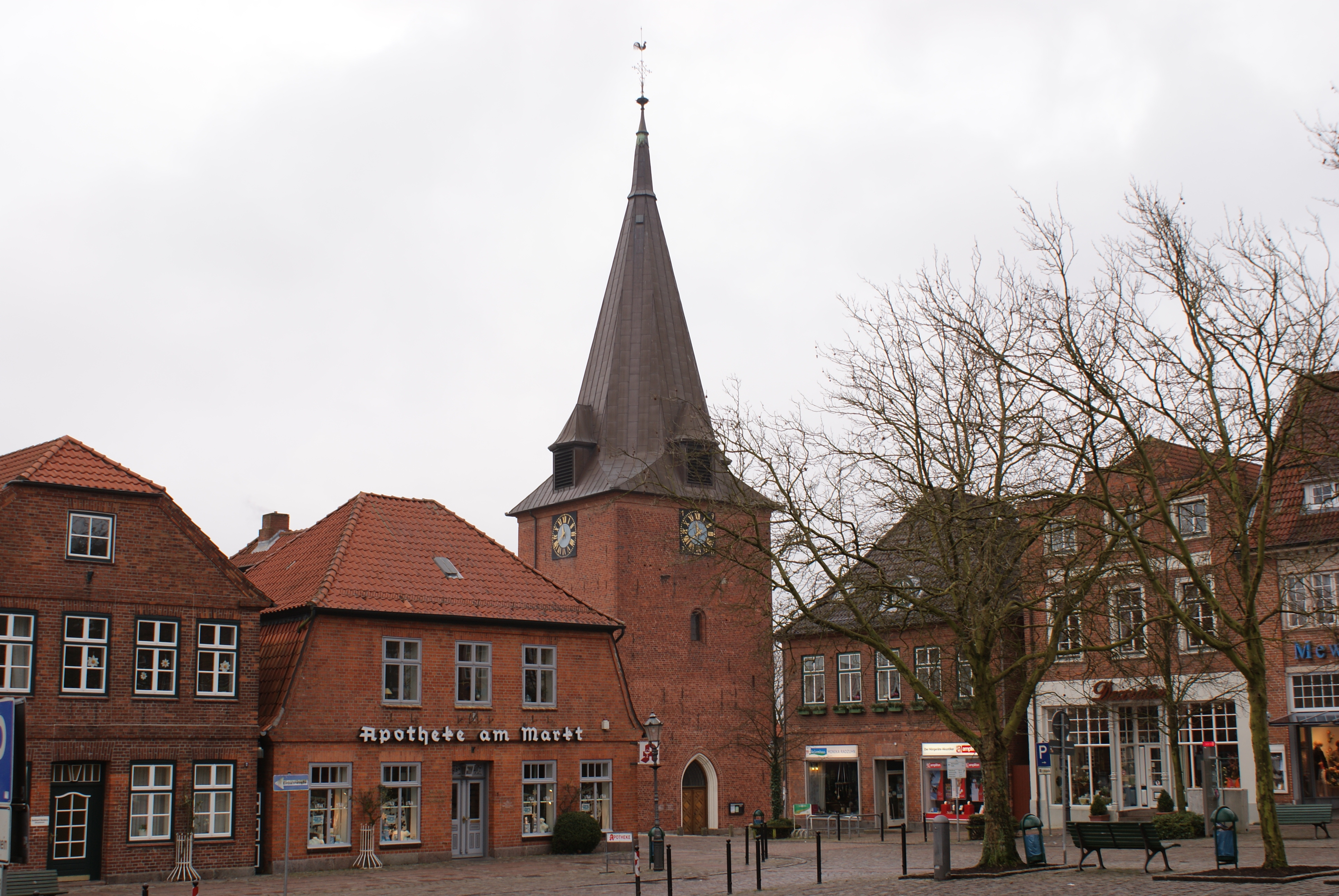
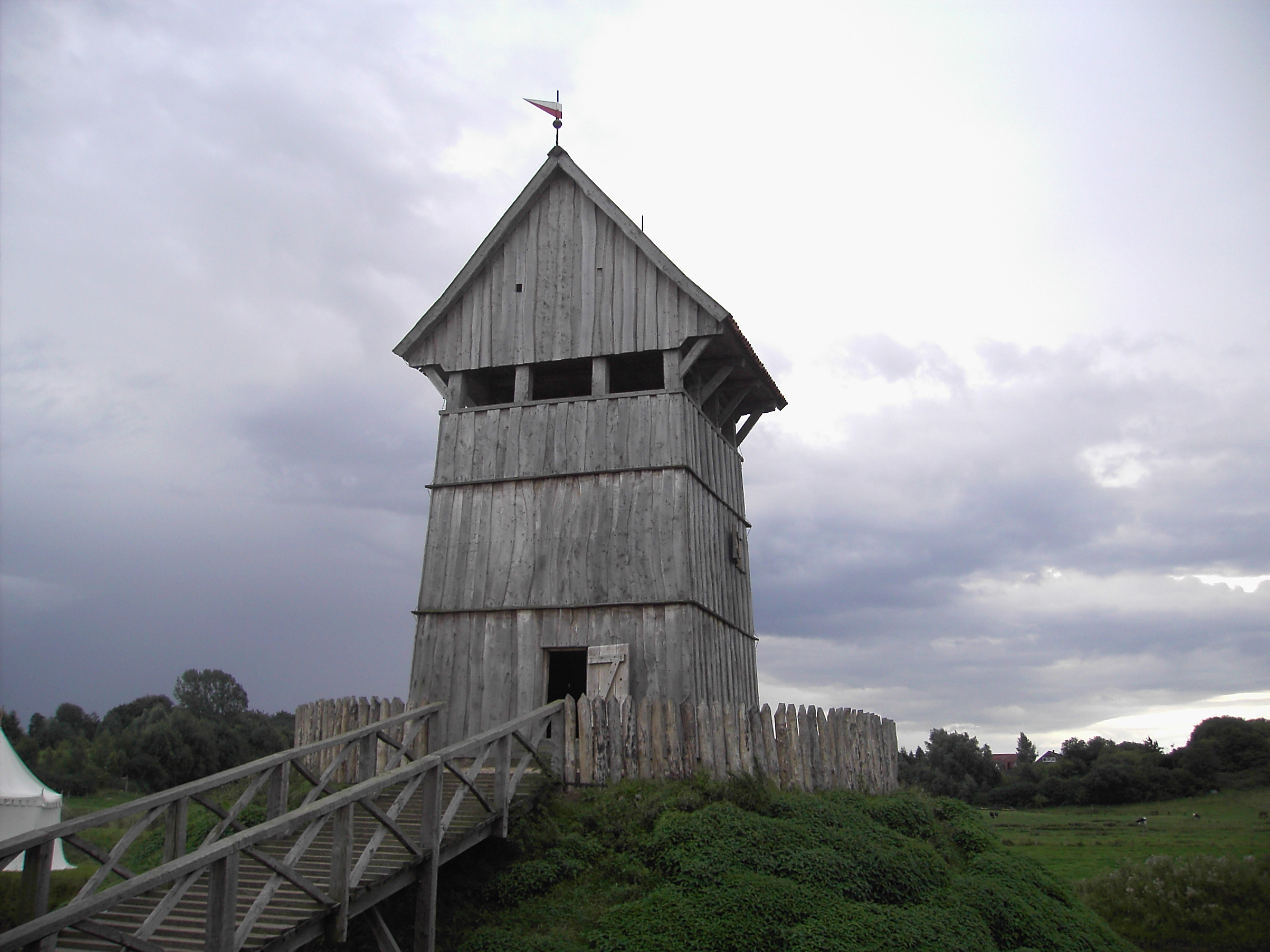
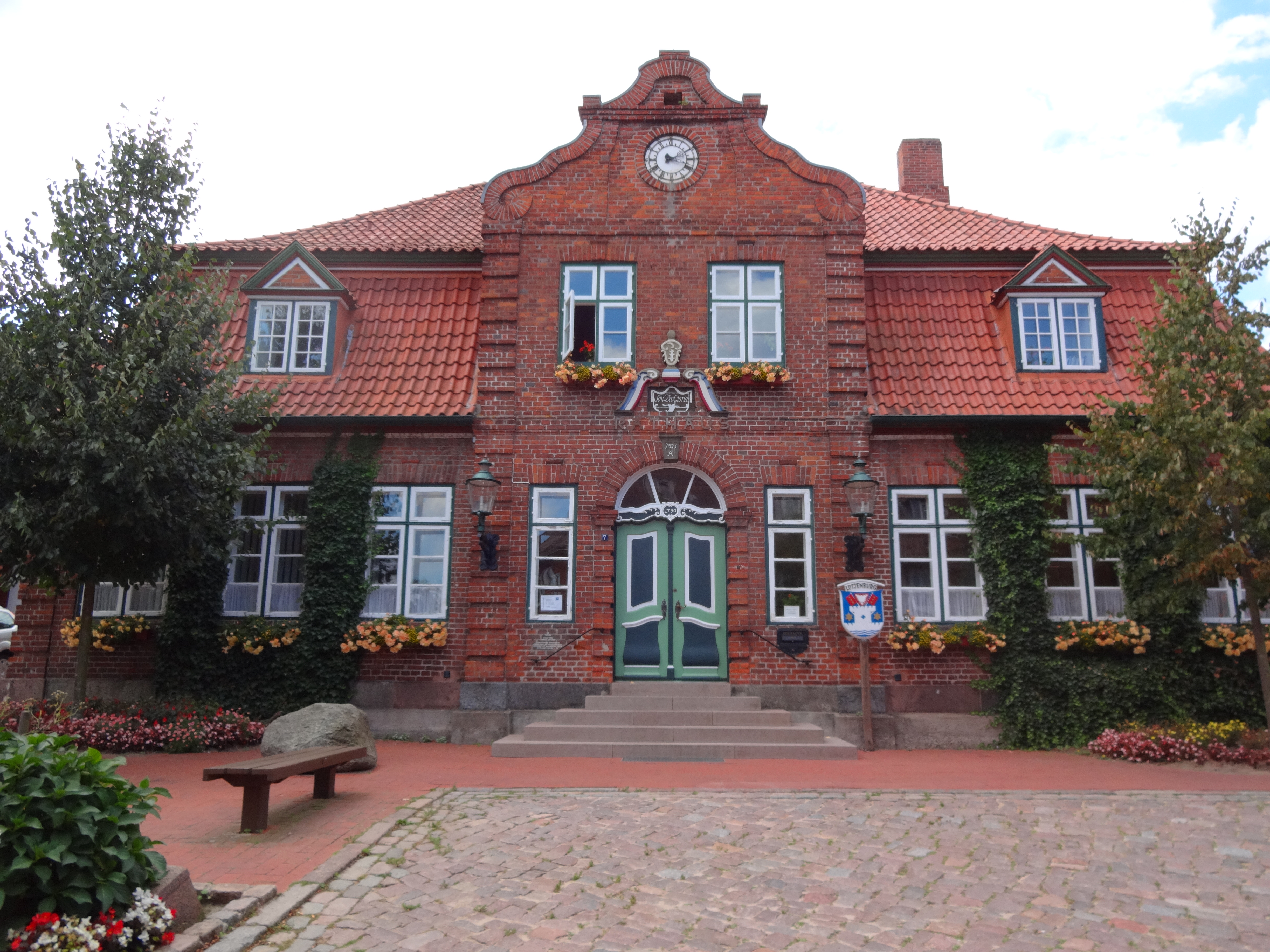